# Villadiego
Villadiego ist ein Ort und eine Gemeinde (municipio) mit 1.455 Einwohnern (Stand: 2024) in der Provinz Burgos in der nordspanischen Autonomen Region Kastilien-León. Die Gemeinde ist die flächenmäßig größte in der Provinz.

## Lage
Villadiego (mit seinem Zentralort) liegt am Río Brullés in der kastilischen Hochebene (meseta) in einer Höhe von etwa 840 Metern ü. d. M. und ist etwa 35 Kilometer (Fahrtstrecke) in nordwestlicher Richtung von der Stadt Burgos entfernt.
Durch die Gemeinde fließt auch der Río Odra, der in den Ebro entwässert.

## Bevölkerungsentwicklung
| Jahr      | 1960 | 1970 | 1981 | 1991 | 2001 | 2010 | 2016 |
| Einwohner | 1536 | 2336 | 2759 | 2125 | 1985 | 1763 | 1577 |

## Wirtschaft
Die Region ist seit Jahrhunderten wesentlich von der Landwirtschaft geprägt; die Bewohner früherer Zeiten lebten hauptsächlich als Selbstversorger, aber auch Handwerk und Kleinhandel spielte eine Rolle. Ein Schwerpunkt lag auf der Anzucht von Bäumen aller Art, die letztlich in ganz Zentralspanien angepflanzt wurden.

## Geschichte
Namensgeber der Gemeinde ist gleichzeitig ihr Gründer Diego Rodríguez Porcelos (Lebensdaten im 9. Jahrhundert; Tod um 885).

## Ortschaften
| - Acedillo - Arenillas de Villadiego - Barrios de Villadiego - Barruelo de Villadiego - Boada de Villadiego - Brullés - Bustillo del Páramo - Castromorca - Coculina - Fuencivil | - Hormazuela - Hormicedo - Icedo - Los Valcárceres mit den Ortsteilen Santa Cruz, San Miguel und Santiago - Melgosa de Villadiego - Olmos de la Picaza - Palazuelos de Villadiego | - Quintanilla de la Presa - Rioparaíso - Sandoval de la Reina - Tablada de Villadiego - Tapia - Villadiego - Villahernando - Villahizán de Treviño - Villalbilla de Villadiego - Villalibado | - Villanoño - Villanueva de Odra - Villanueva de Puerta - Villaúte - Villavedón - Villusto |  |

## Sehenswürdigkeiten
- Laurentiuskirche (Iglesia de San Lorenzo) aus dem 14./15. Jahrhundert, Museum für sakrale Kunst
- Marienkirche (Iglesia de Santa Maria) aus dem 16. Jahrhundert
- Michaelis-Konvent, gotische Kirche aus dem 16. Jahrhundert
- Einsiedlerkapelle aus dem 15. Jahrhundert
- Schloss der Velascos aus dem 16. Jahrhundert
- Schloss der Condestables de Castilla aus dem 16. Jahrhundert
- Brücke über den Río Bruelles
- Geopark Las Loras

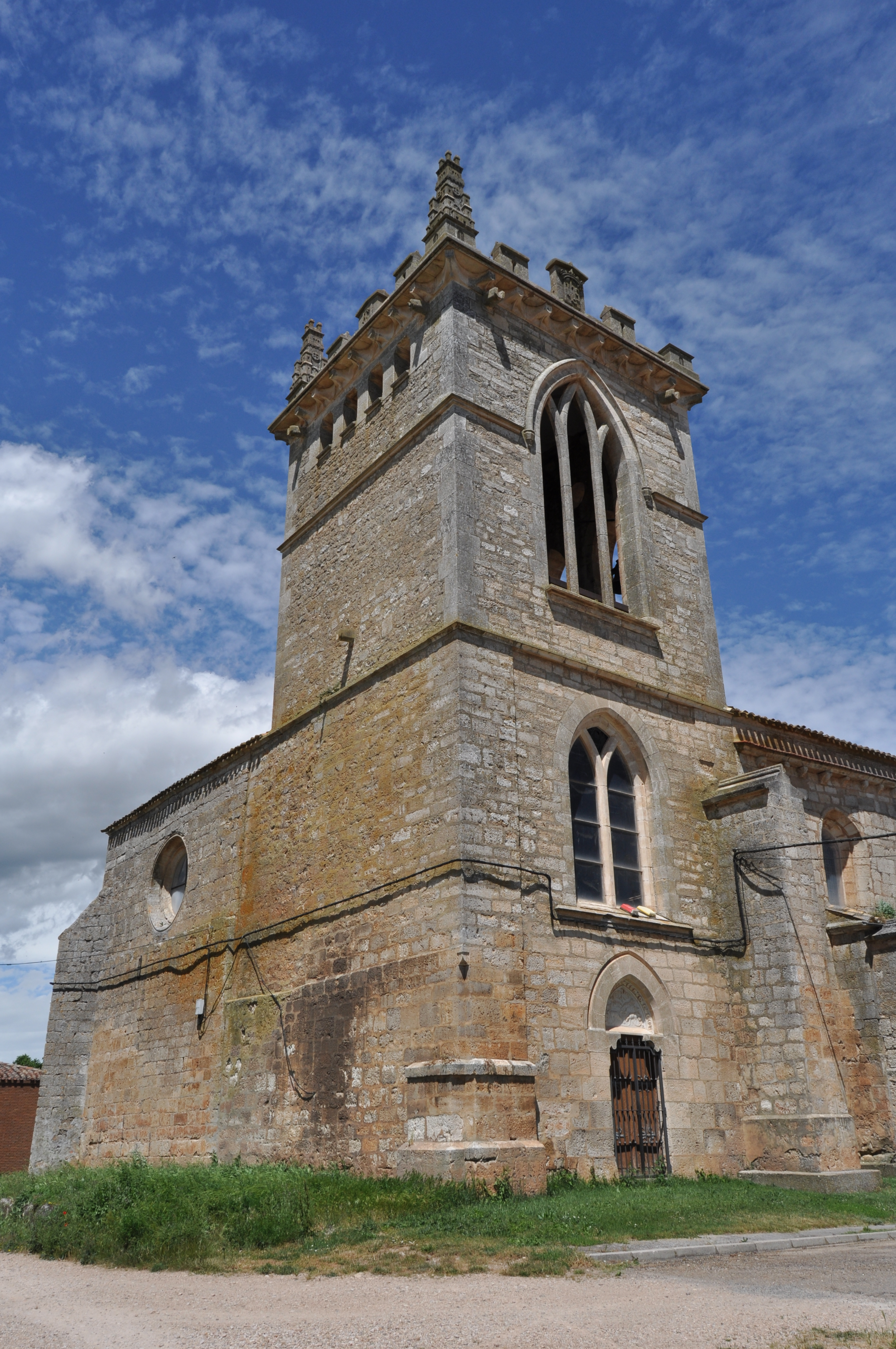
Laurentiuskirche
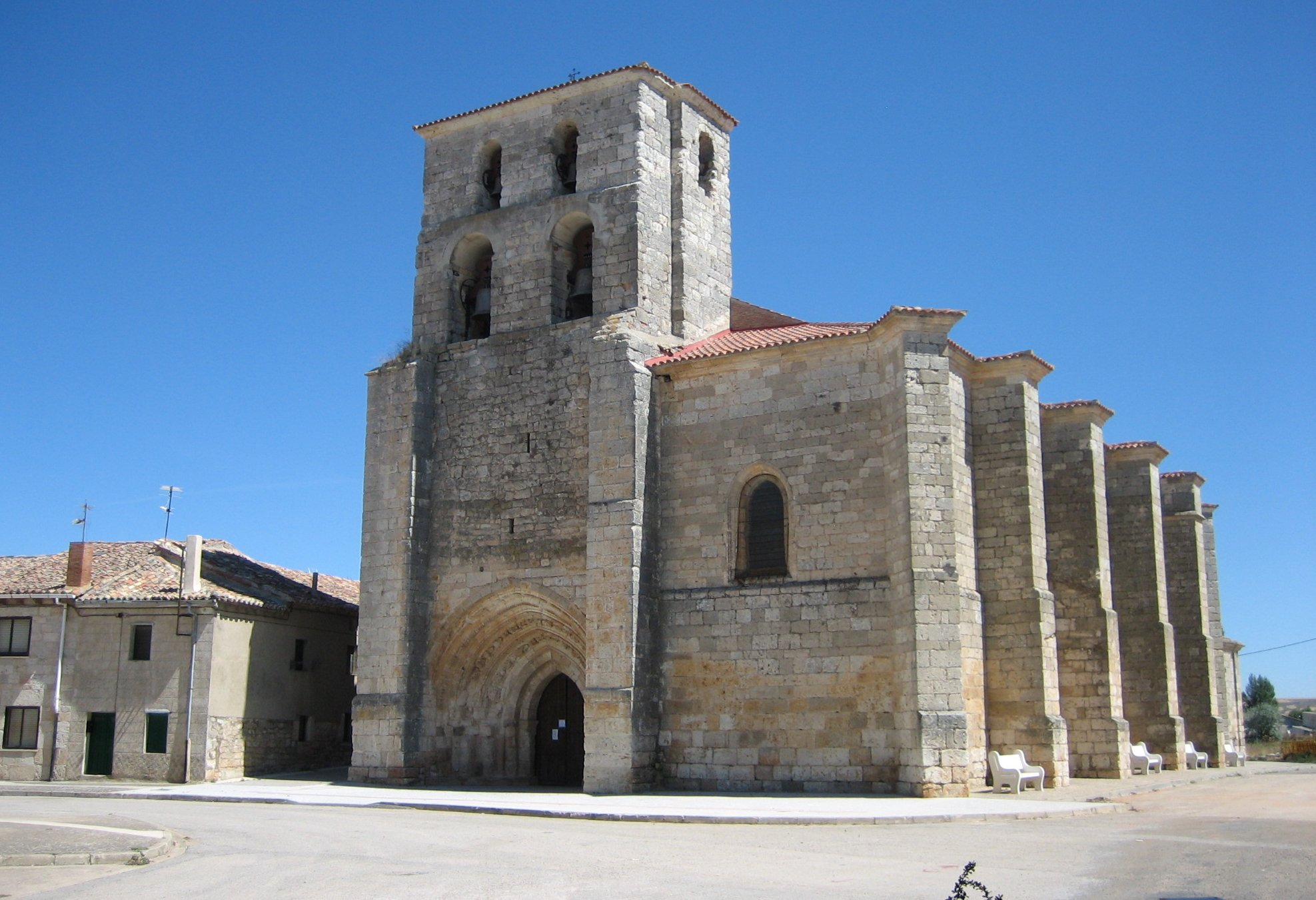
Marienkirche
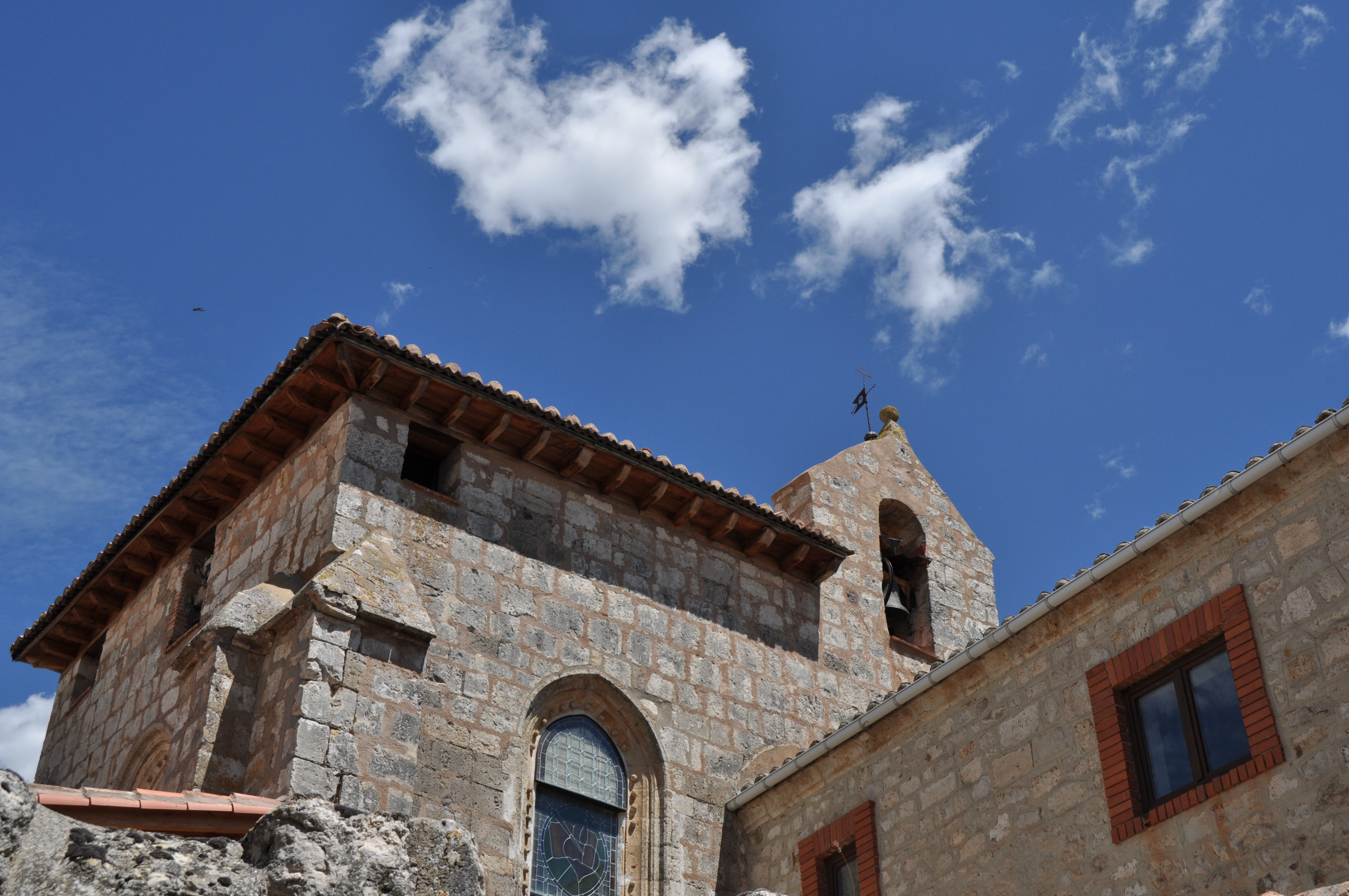
Michaelis-Konvent
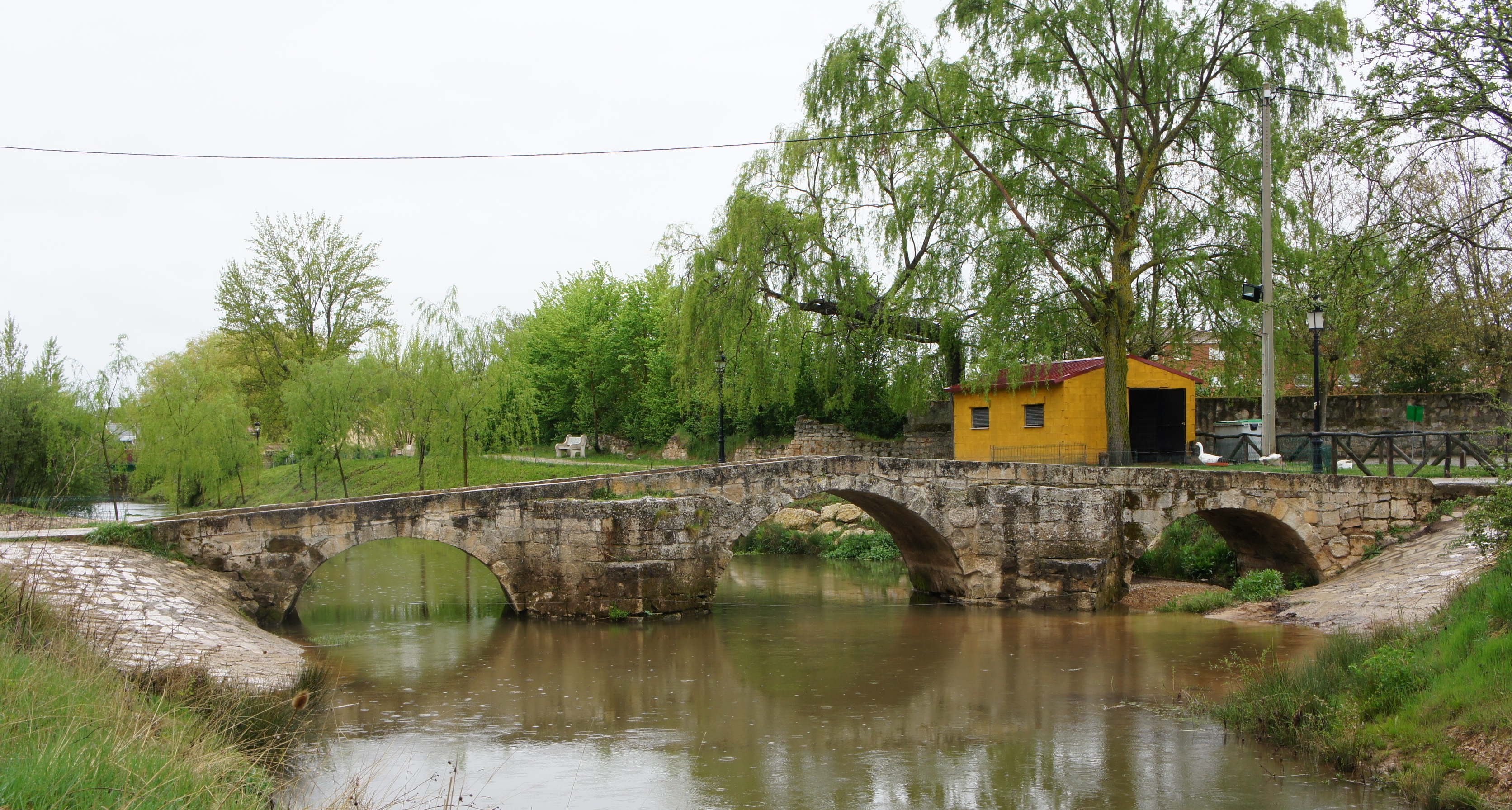
Mittelalterliche Brücke über den Brullés
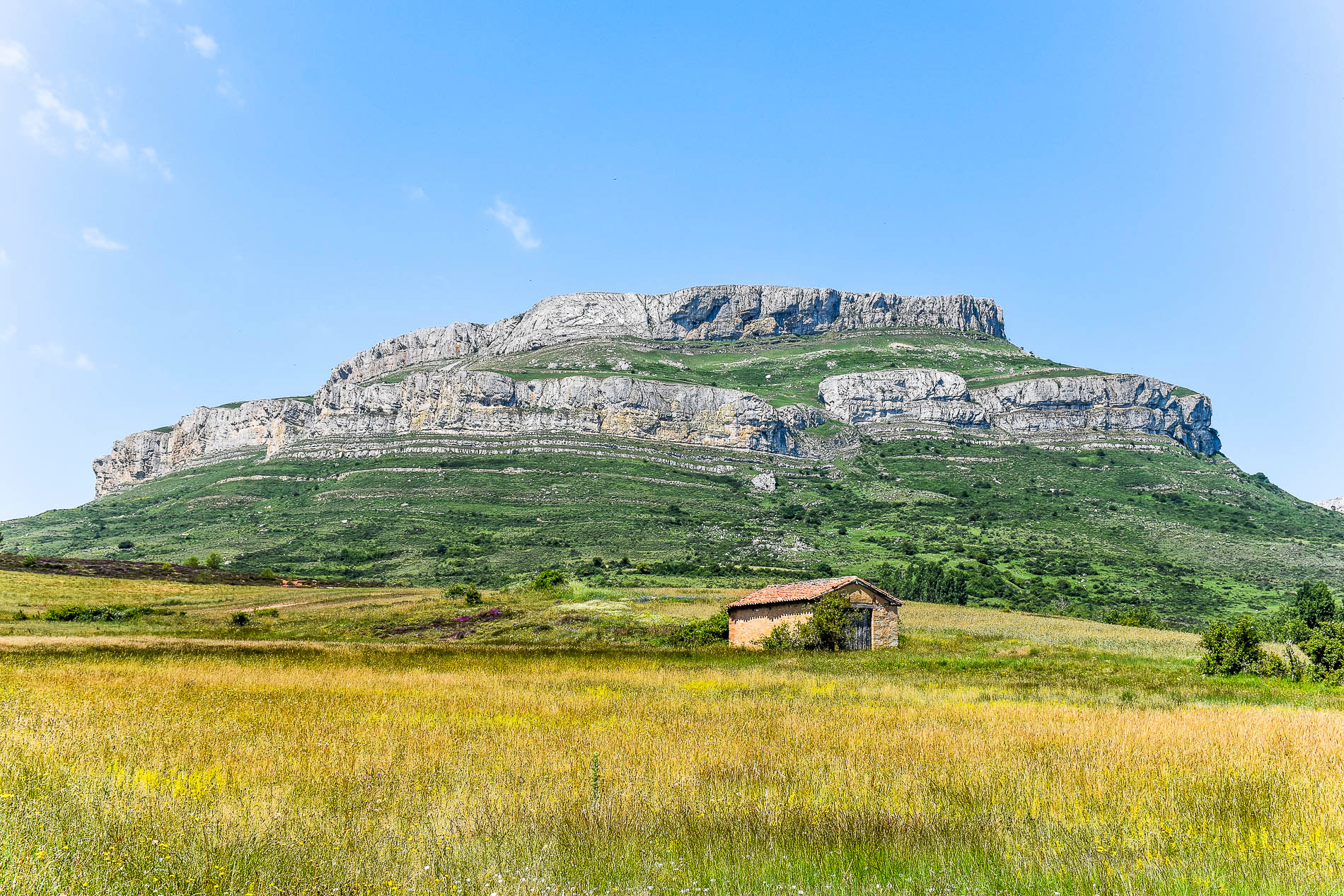
Campo Villamartin

## Persönlichkeiten
- Enrique Flórez (1702–1773), Augustiner, Historiker und Numismatiker